# Casal al carrer Nou, 33 (Sant Llorenç Savall)
El Casal al carrer Nou, 33 és un edifici del municipi de Sant Llorenç Savall (Vallès Occidental) protegit com a bé cultural d'interès local.

## Descripció
És una casa entre mitgeres que consta de planta baixa i dos pisos. A la façana principal hi ha la porta d'entrada d'arc de mig punt adovellat amb una inscripció, i una finestra d'arc de mig punt al costat. A la primera planta s'obre a un petit balcó una porta allindanada emmarcada per carreus de pedra a la llinda i als brancals, igual que la finestra que té al costat. Al segon pis s'obren dos petita balcons amb l'obertura d'arc rebaixat. Ha estat restaurada.